# Діоксид урану

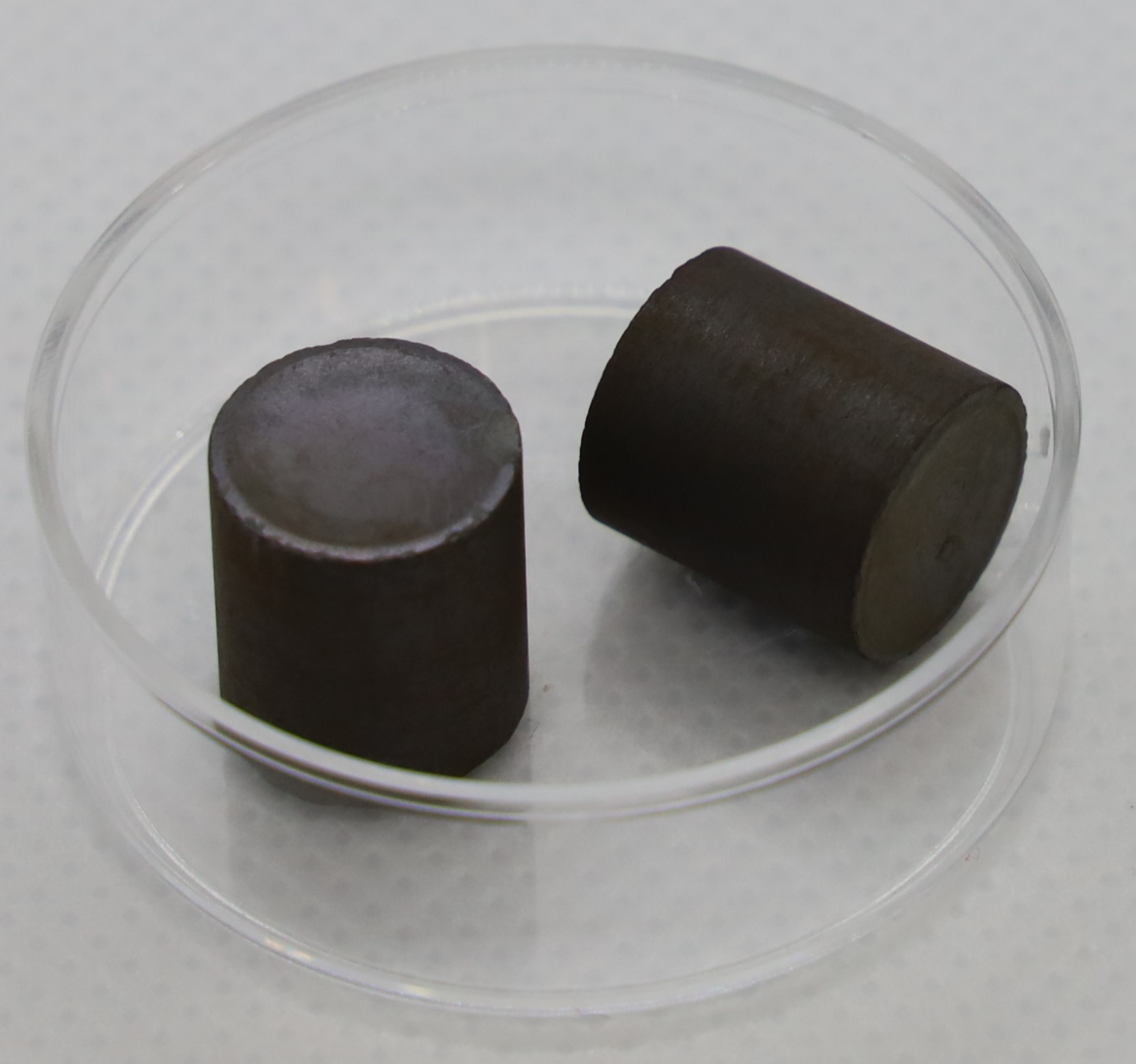
Пелети діоксиду урану

Діокси́д ура́ну — неорганічна хімічна сполука урану з киснем — речовина темно-коричневого (майже чорного) кольору. Хімічна формула — {\displaystyle {\ce {UO2}}}. Широко використовується як ядерне паливо.

## Фізичні властивості
Температура плавлення залежно від стехіометричного складу становить від 2840 до 2875 °C. Діоксид урану — нестехіометричні з'єднання, що мають склад від {\displaystyle {\ce {UO_{1,6}}}} до {\displaystyle {\ce {UO_{2,5}}}}. Діоксид урану термічно стійкий при нагріванні у вакуумі або у відновлювальній атмосфері до температури 1600 °C і переганяється без розкладання. При вищій температурі він втрачає кисень із утворенням стехіометричного діоксиду. У присутності ж кисню, здатний розчиняти його в собі зі збереженням кубічної структури кристала типу флюориту {\displaystyle {\ce {CaF2}}}, причому додаткові (понад стехіометрії) атоми кисню утримуються в проміжках кристалічної решітки в результаті впровадження атомів кисню в ґрати {\displaystyle {\ce {UO2}}} з утворенням фази {\displaystyle {\ce {UO2 \pm x}}}, де x залежить від температури. При збільшенні вмісту кисню колір діоксиду змінюється від темно-коричневого до чорного.

## Хімічні властивості
Діоксид урану має сильно-основні властивості, не реагує з водою і її парами до 300 °C, не розчиняється у соляній кислоті, але розчинний в азотній кислоті, царській воді і суміші {\displaystyle {\ce {HNO3}}} і {\displaystyle {\ce {HF}}}. При розчиненні в азотній кислоті відбувається утворення ураніл-іонів {\displaystyle {\ce {UO2^2+}}}. Відомий один кристалогідрат діоксиду урану {\displaystyle {\ce {UO2*2H2O}}} — чорний осад, що випадає при гідролізі розчинів урану. Діоксид урану входить до складу уранових мінералів уранініту і клевеїту.
Діоксид урану можна отримати відновленням воднем вищих оксидів:
{\displaystyle {\ce {U3O8 +2H2->3UO2 +2H2O}}}
або тригідрату оксалату уранілу:
{\displaystyle {\ce {UO2C2O4*3H2O + H2 -> UO2 + CO + CO2 + 4H2O}}}